# Pyradena mirifica
Pyradena mirifica är en fjärilsart som beskrevs av Caradja 1931. Pyradena mirifica ingår i släktet Pyradena och familjen Crambidae. Inga underarter finns listade i Catalogue of Life.